# Cimetière anglais de Rome
Le cimetière anglais de Rome (cimitero degli Inglesi) ou encore « cimetière non catholique de Rome » (italien : Cimitero acattolico di Roma) ; « cimetière des Protestants » (cimitero dei protestanti) ; « cimetière du Testaccio » (cimitero del Testaccio) ; « cimetière des Artistes et Poètes » (cimitero degli artisti e dei poeti)) se trouve à Rome, dans le quartier Testaccio, à proximité de Porta San Paolo à côté de la Pyramide de Cestius et non loin du cimetière militaire de Rome.

## Histoire

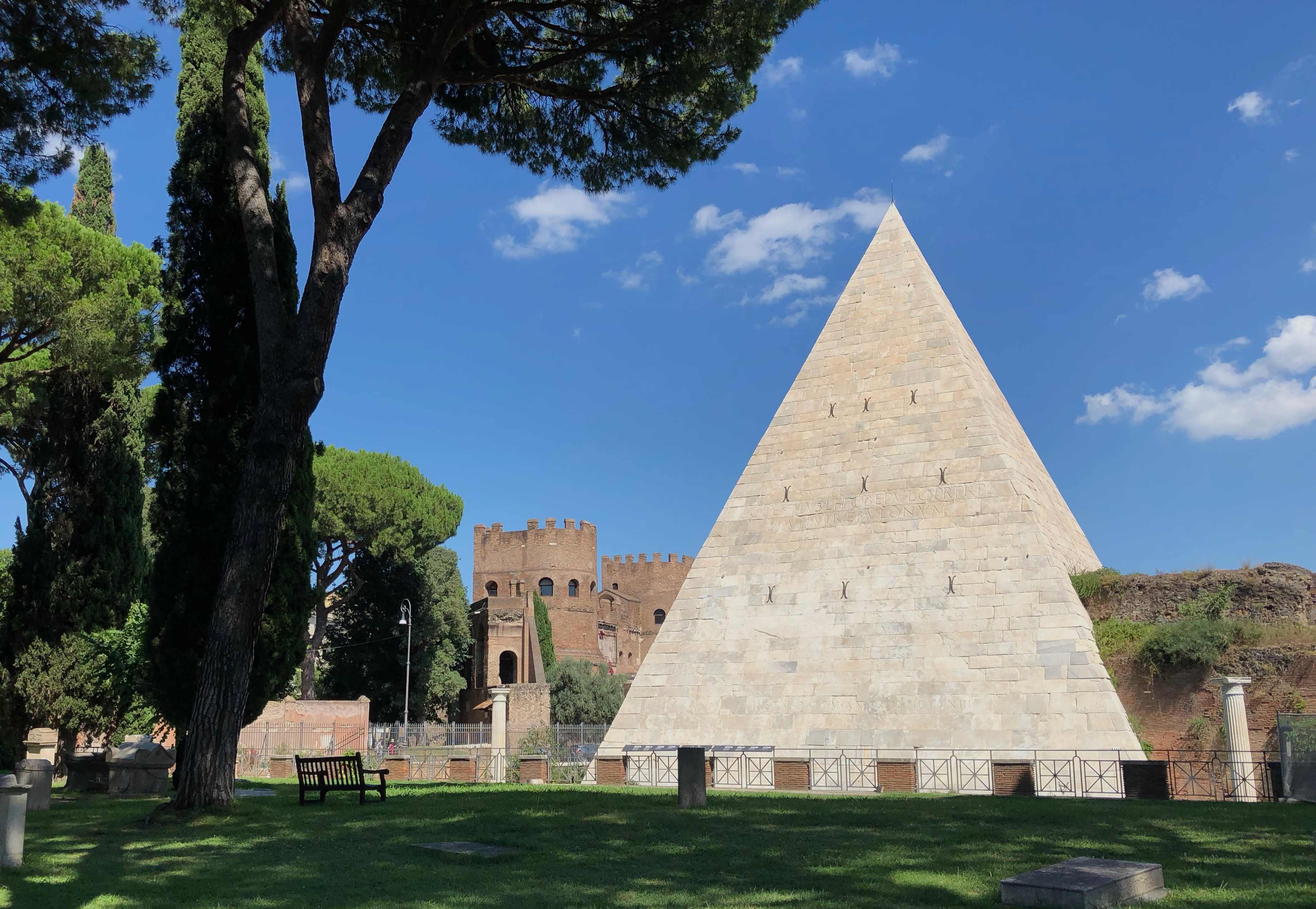
Vue depuis le cimetière sur la pyramide de Cestius et la porta San Paolo.

La naissance du cimetière est due au bannissement au sein des sépultures chrétiennes des personnes non catholiques ou suicidées, lesquelles ont été progressivement déplacées « hors les murs » de Rome, en ce lieu.
La plus ancienne sépulture connue est celle d'un étudiant de l'Université d'Oxford, nommé Langton datée de 1738.
L'une des tombes les plus célèbres est celle du poète anglais John Keats.
Keats est mort à Rome de la tuberculose à l'âge de 25 ans. Sur sa tombe où ne figure pas son nom figure une épitaphe commissionnée par ses amis Joseph Severn et Charles Brown

« Cette tombe contient tout ce qui a été mortel, d'un jeune poète anglais, qui, sur son lit de mort, dans l'amertume de son cœur et soumis à la puissance malveillante de ses ennemis, a désiré que ces mots soient gravés sur sa pierre tombale : « ici gît quelqu'un dont le nom était écrit dans l'eau. » »

Une autre tombe célèbre est celle de Percy Shelley. Celui-ci, qui ne savait pas nager, s'est noyé en 1822, alors qu'il naviguait sur son yacht dans le golfe de Livourne. Sur son corps échoué sur le rivage, dans sa poche a été découverte une copie de la poésie de Keats, comme s'il l'avait empochée à la hâte. Il fut incinéré sur la plage près de Viareggio par ses amis, le poète Lord Byron et l'aventurier anglais Edward John Trelawny, et ses cendres envoyées au consulat britannique à Rome, qui les a déposées dans le cimetière protestant quelques mois plus tard.
Antonio Gramsci est aussi enterré dans ce cimetière.

## Principales sépultures
- Arthur Aitken (en) (1861 – 1924), général anglais
- Walther Amelung (en) (1865-1927), archéologue allemand
- Hendrik Christian Andersen (1872-1940), sculpteur, ami et amant de Henry James
- Robert Michael Ballantyne (1812-1895), écrivain anglais
- Dario Bellezza (1944-1996), poète italien
- Edward Elhanan Berry (1861-1931), banquier, entrepreneur et diplomate britannique
- Karl Julius Beloch (1854-1929), historien allemand
- Karl Brioullov (1799-1852), peintre russe
- Andrea Camilleri (1925-2019), écrivain italien
- Asmus Jacob Carstens (1754-1798), peintre allemand
- William Gordon Coesvelt Jr. (1766-1844) banquier diplomate collectionneur anglais d'origine hollandaise[2].
- Gregory Corso (1930-2001), poète américain de la Beat Generation
- Richard Henry Dana, Jr. (1815-1882), écrivain et navigateur américain
- Luce d'Eramo (1925-2001), écrivain italien
- Carl Philipp Fohr (1795-1818), peintre allemand
- Carlo Emilio Gadda (1893-1973), écrivain italien
- August von Goethe (en) (1789-1830), fils de Johann Wolfgang von Goethe; son monument comprend un médaillon de Bertel Thorvaldsen
- Antonio Gramsci (1891-1937), leader politique communiste italien
- Richard Saltonstall Greenough (en) (1819-1904), sculpteur américain
- Dirk Hamer (1959-1978), jeune tué par Victor-Emmanuel de Savoie et sa mère Sigrid (épouse et fils de Ryke Geerd Hamer)
- Ursula Hirschmann (1913-1991), antifasciste allemande, épouse de Altiero Spinelli
- Wilhelm von Humboldt (1794-1803), fils du diplomate et linguiste allemand Wilhelm von Humboldt
- Gualtiero Jacopetti (1919-2011), journaliste et réalisateur de film italien
- John Keats (1795-1821), poète anglais
- Adolf Klügmann (1837–1880), archéologue et numismate allemand
- Antonio Labriola (1843-1904), philosophe et promoteur de la doctrine marxiste en Italie
- Belinda Lee (1935-1961), actrice anglaise
- Miriam Mafai (1926-2012), journaliste, écrivain et femme politique italienne
- Hans von Marées (1837-1887), peintre allemand
- Malwida von Meysenbug (1816-1903), écrivaine allemand, amie de Richard Wagner, de Nietzsche, de Lou Andreas-Salomé, de Romain Rolland
- Axel Munthe (1857-1949), médecin, écrivain suédois
- Giorgio Napolitano (1925-2023), président de la République italienne
- Thomas Jefferson Page (1808-1899), commandant de l'expédition de la marine américaine à Río de la Plata
- Bruno Pontecorvo (1913-1993), physicien nucléaire italien, frère de Gillo Pontecorvo
- Edmund Purdom (1924-2009), acteur anglais
- Jacqueline Risset (1936-2025), poétesse française, critique littéraire, traductrice et universitaire
- Amelia Rosselli (1930-1996), poétesse italienne fille de l'antifasciste Carlo Rosselli
- Renato Salvatori (1933–1988), acteur
- Edith Schloss (1919-2011), femme peintre américaine
- Gottfried Semper (1803-1879), architecte allemand
- Emilio Servadio (1904-1995), un des pères de la psychanalyse italienne
- Joseph Severn (1793-1879), peintre anglais, consul à Rome, ami de John Keats
- Percy Bysshe Shelley (1792-1822) poète anglais
- Franklyn Simmons (1839-1913), sculpteur et peintre américain
- William Wetmore Story (1819-1895), sculpteur américain, enterré avec son épouse sous son œuvre Angel of Grief (Ange de la Douleur)
- John Addington Symonds (1840-1893), poète et critique anglais
- Manfredo Tafuri (1935-1994), historien de l'architecture italien
- Lady Temple (morte en 1809), épouse de Sir Grenville Temple, 9e baronet
- Edward John Trelawny (1792-1881), écrivain anglais, ami de Percy Bysshe Shelley
- Paolo Ungari (1933-1999), Maître maçonnique italien
- Shefqet Verlaci (1878-1946), homme politique albanais
- Wilhelm Friedrich Waiblinger (1804-1830), poète allemand et biographe de Friedrich Hölderlin
- J. Rodolfo Wilcock (1919-1978), écrivain argentin
- Henry Winterbotham (1837-1873), avocat et homme politique anglais

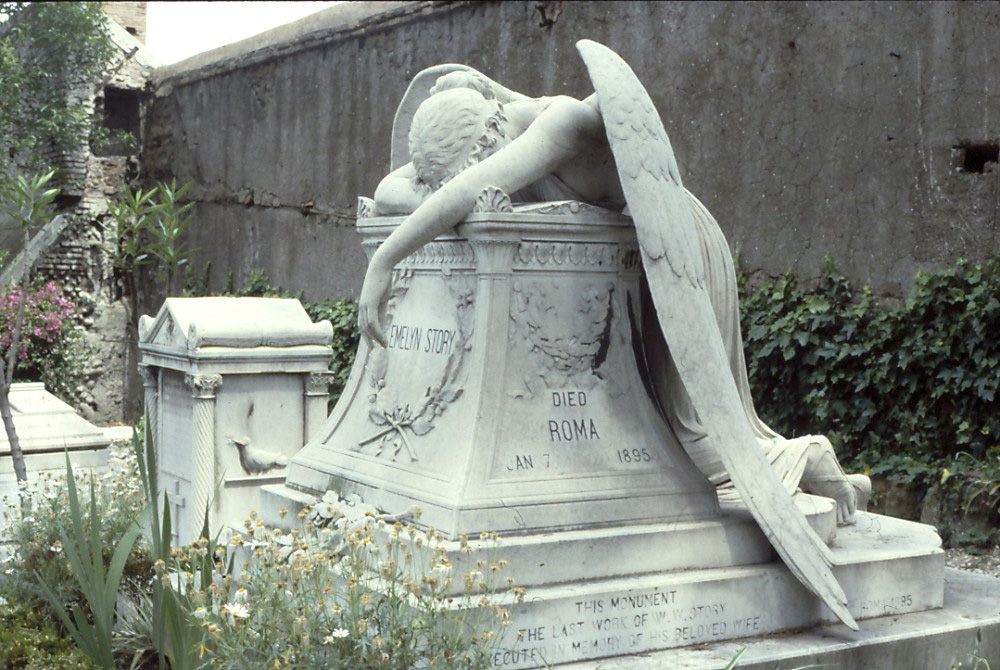
Angel of Grief
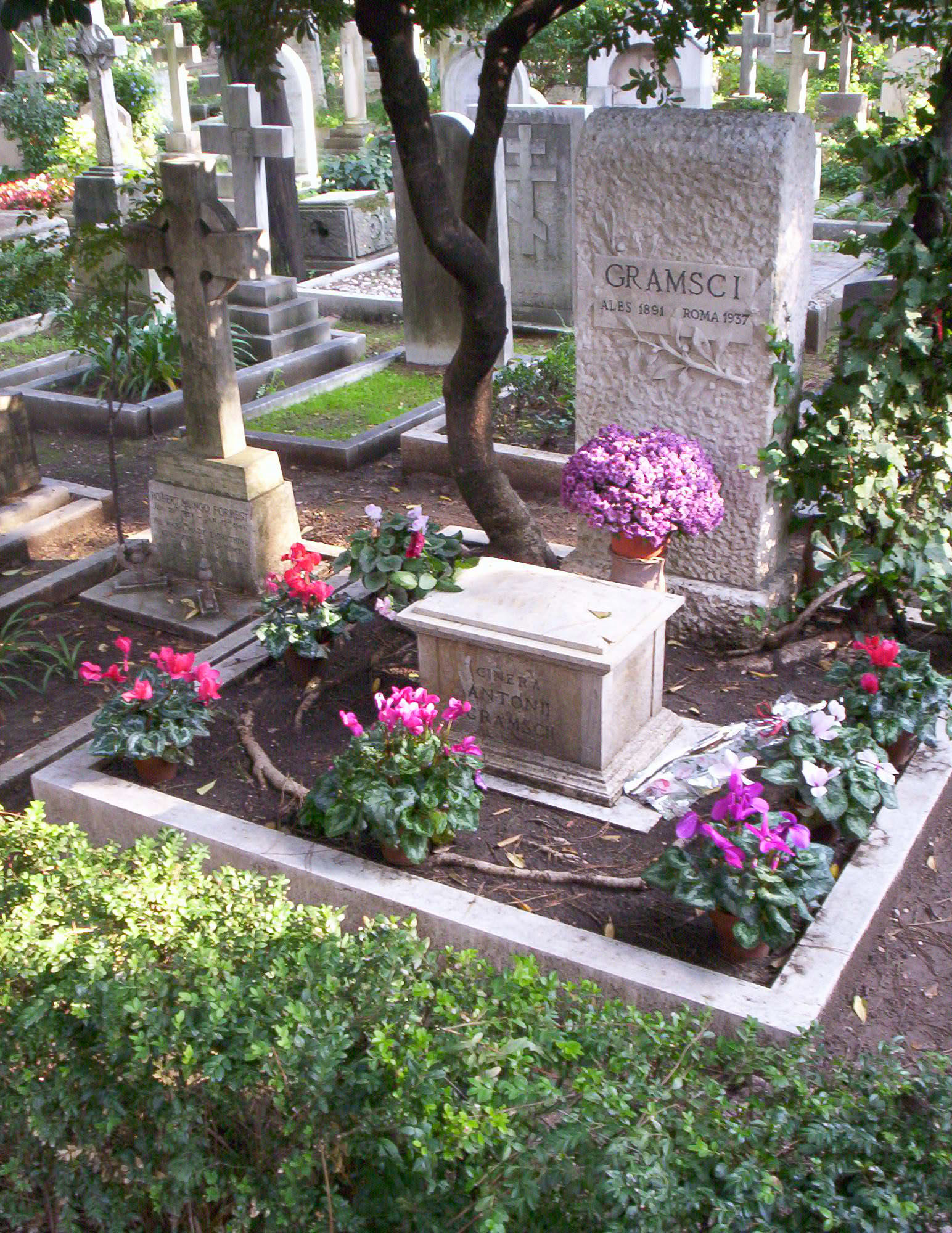
Tombe de Antonio Gramsci
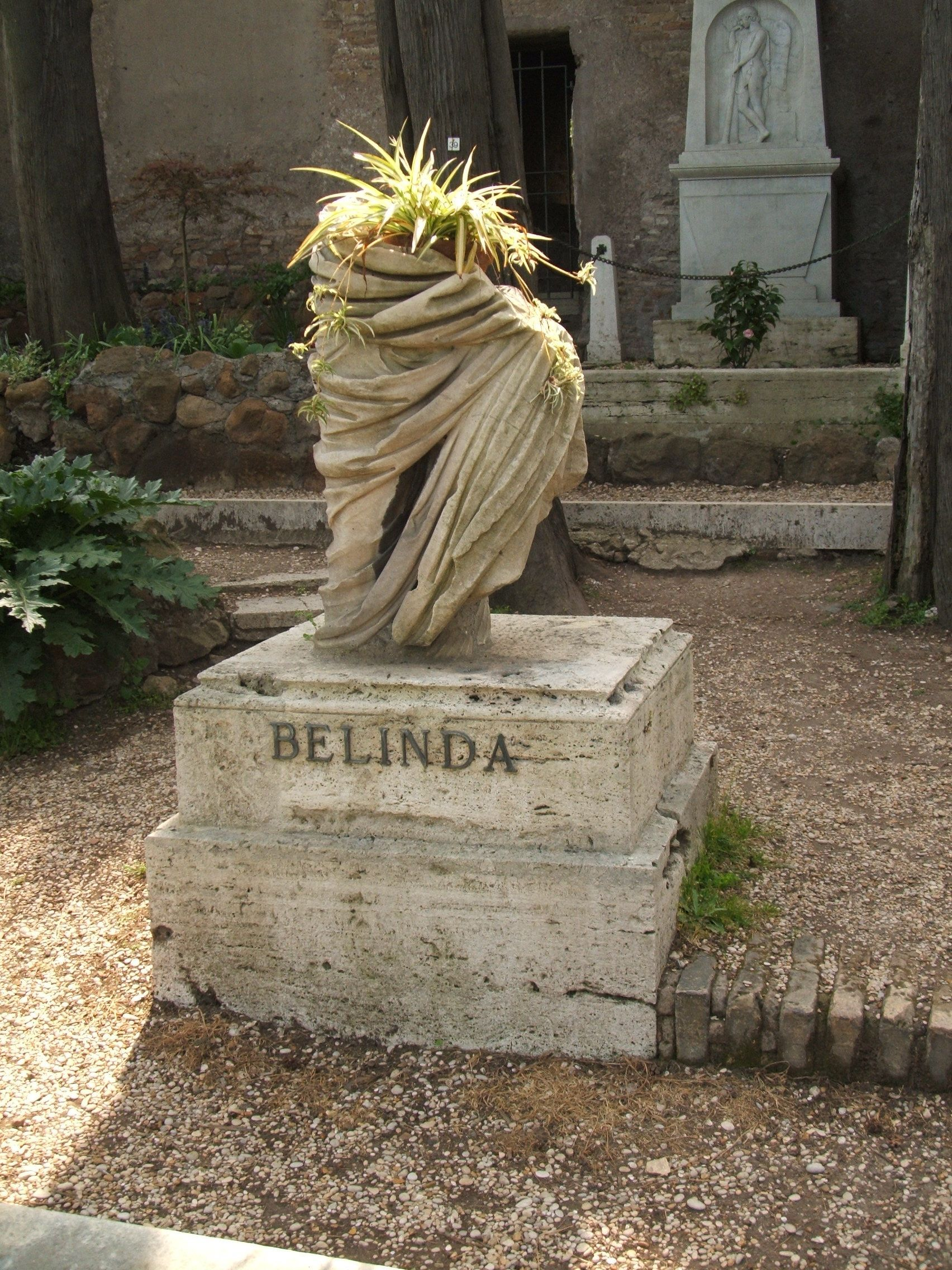
Tombe de Belinda Lee
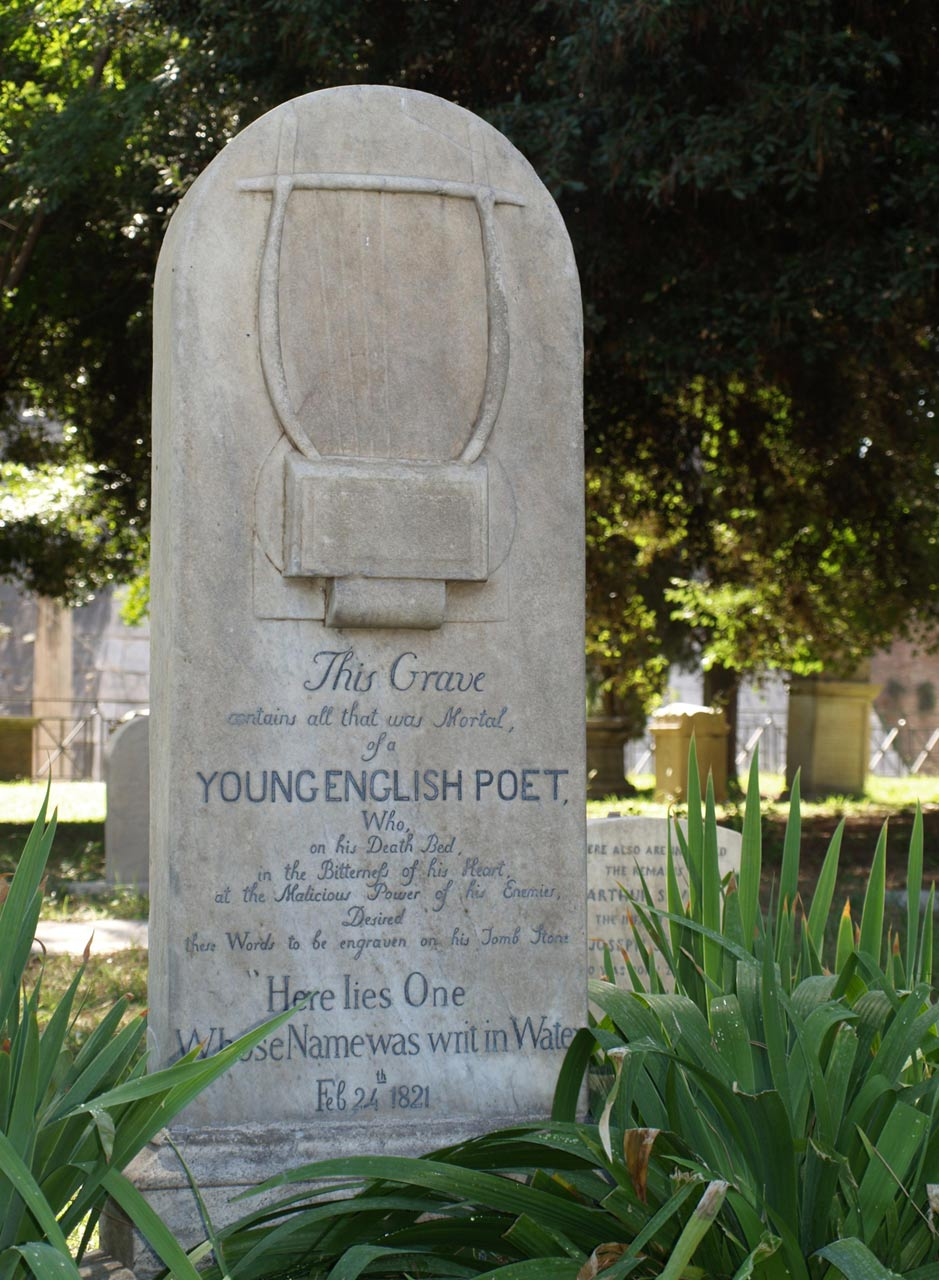
Tombe de John Keats
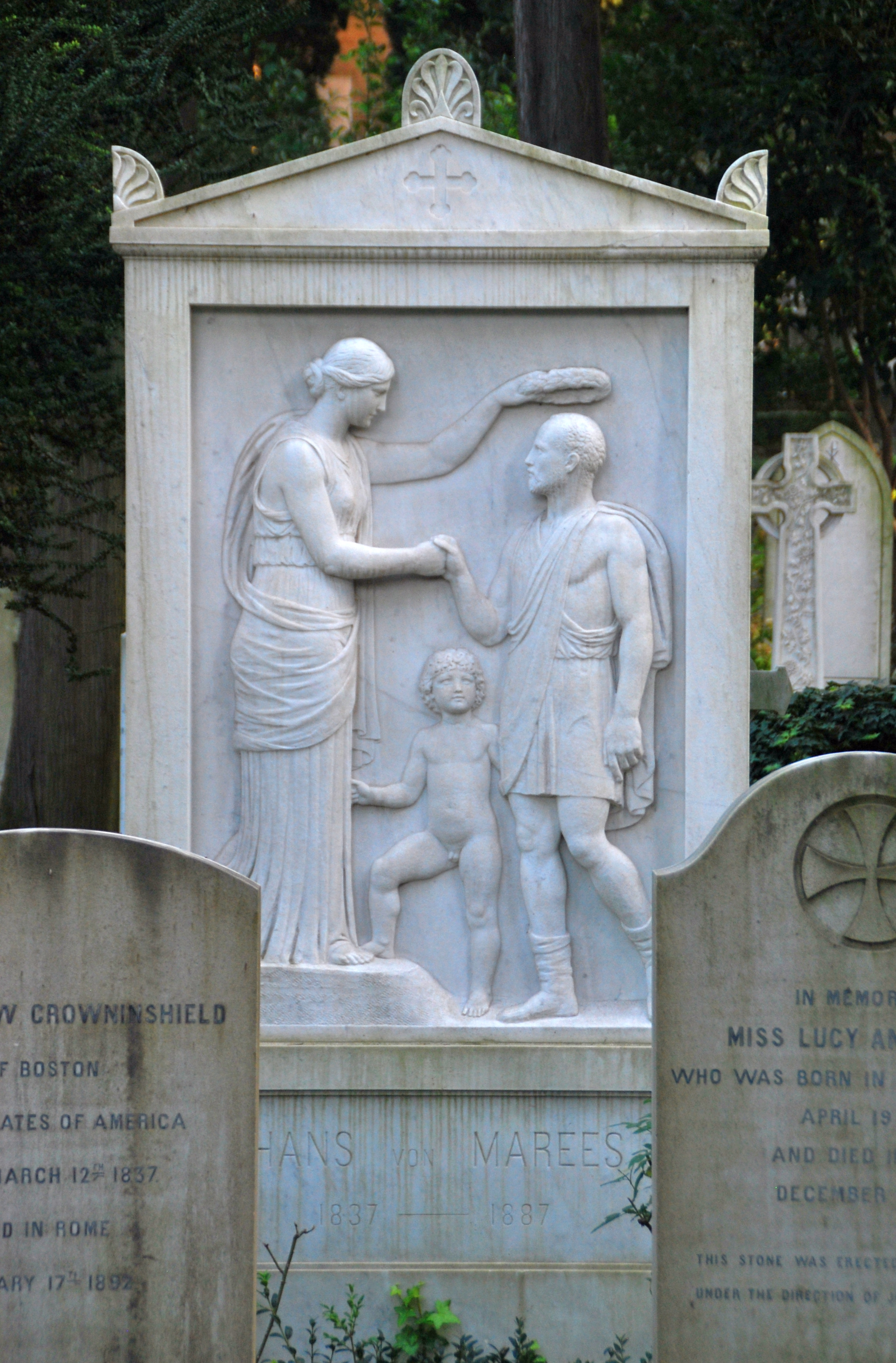
Tombe de Hans von Marées
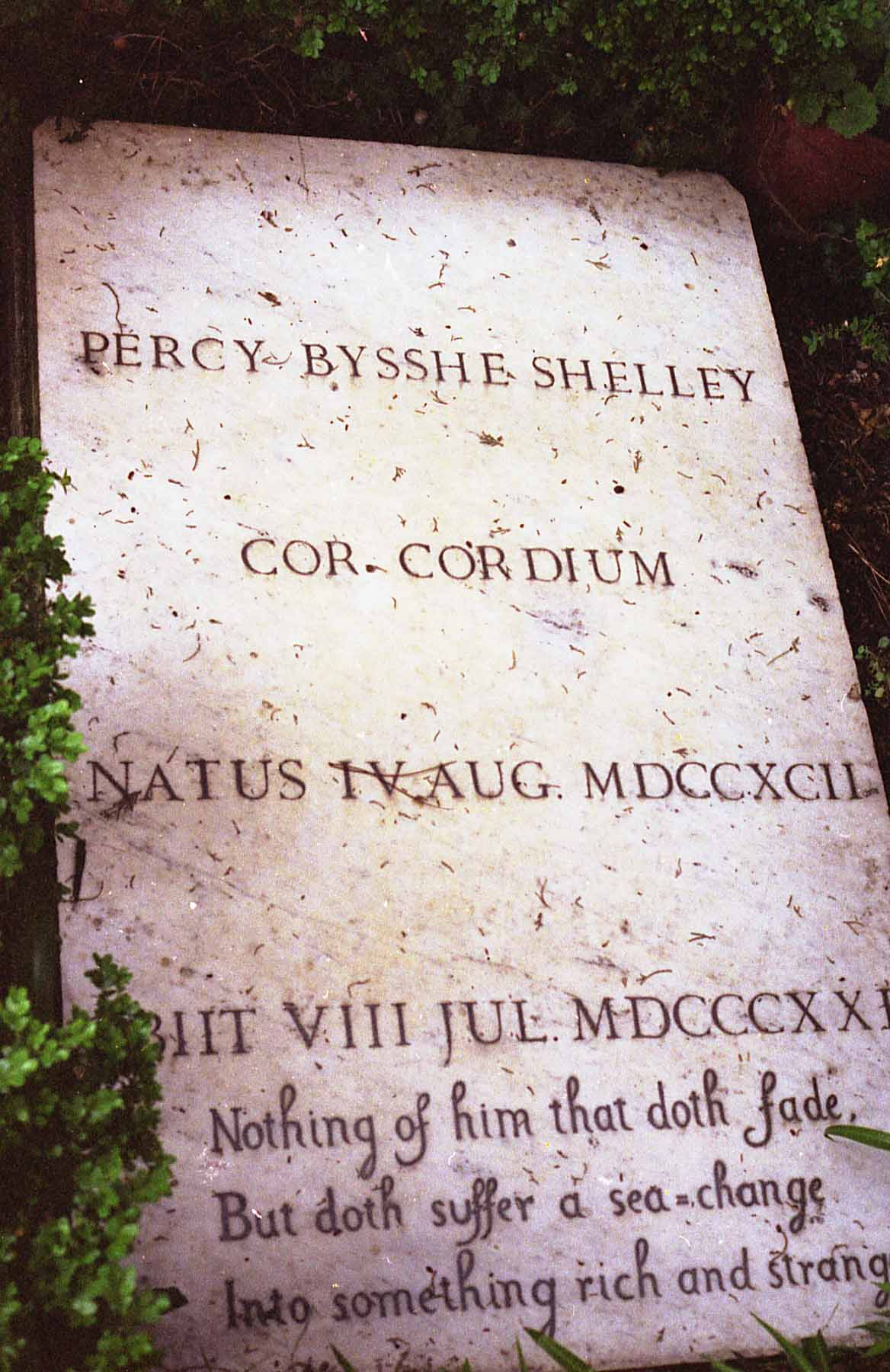
Pierre tombale de Percy Shelley